# باباكار نديور
بابكر نديور (بالإنجليزية: Babacar Ndiour) (مواليد 8 أغسطس 1988 في دكار) هو لاعب كرة قدم سنغالي يشغل مركز المدافع، لعب لعدد من الأندية في أفريقيا وآسيا وأوروبا وأمريكا الشمالية، ومثل منتخب السنغال في مباراة دولية واحدة.

## مسيرته
بدأ نديور مسيرته الاحترافية عام 2007 مع نادي إيه إس دوان السنغالي، حيث استمر حتى 2010 وحقق معه عدة ألقاب محلية. انتقل بعدها إلى نادي إيه إس سي دياراف (2011–2013) الذي يعد من أكبر أندية السنغال.
في 2013 خاض أول تجربة احترافية خارجية بالانتقال إلى نادي تي بي توفرويري في جزر فارو. وبعد موسم واحد، انتقل إلى نادي الأخضر في ليبيا عام 2014، ثم إلى تونس حيث لعب لأندية أولمبيك قابس والأولمبي البوزيدي وأولمبيك بجاية.
في 2016 بدأ تجربة احترافية في الكويت مع نادي الساحل واستمر حتى 2019، ليخوض بعدها مغامرة جديدة في جزر المالديف مع نادي دا غراندي.
انتقل عام 2022 إلى كندا حيث لعب لنادي لاناوديير-نور في دوري Ligue1 Québec، وسجل هدفًا واحدًا في 15 مباراة، قبل أن ينضم في 2023 إلى سانت-هوبرت.

## المسيرة الدولية
شارك نديور مع منتخب السنغال لكرة القدم في مباراة ودية واحدة عام 2010، كما مثل المنتخب المحلي في بطولة أمم أفريقيا للمحليين 2009.

## أسلوب اللعب
يُعرف نديور بقوته البدنية وطوله الفارع (1.89 م) وقدرته على التعامل مع الكرات الهوائية، إضافة إلى التغطية الدفاعية الصلبة.